# Gemeentelijke herindelingsverkiezingen in Nederland 1957
Gemeentelijke herindelingsverkiezingen in Nederland 1957 geeft informatie over tussentijdse verkiezingen voor een gemeenteraad in Nederland die gehouden werden in 1957.
De verkiezingen werden gehouden in zeven gemeenten die betrokken waren bij een herindelingsoperatie.

## Verkiezingen op 22 mei 1957
- de gemeenten Maarssen en Tienhoven: samenvoeging tot een nieuwe gemeente Maarssen;[2]
- de gemeenten Maartensdijk en Westbroek: samenvoeging tot een nieuwe gemeente Maartensdijk.[2]

Door deze herindelingen daalde het aantal gemeenten in Nederland per 1 juli 1957 van 999 naar 997.

## Verkiezingen op 27 november 1957
- de gemeenten Alem, Maren en Kessel, Lith en Maasdriel: opheffing van Alem, Maren en Kessel en indeling van het grondgebied van deze gemeente bij Lith en Maasdriel.[3]

Door deze herindeling daalde het aantal gemeenten in Nederland per 1 januari 1958 van 997 naar 996.
In deze gemeenten zijn de reguliere gemeenteraadsverkiezingen van 28 mei 1958 niet gehouden.